# Saint-Boniface (Québec)
Pour les articles homonymes, voir Saint-Boniface.
Saint-Boniface est une municipalité du Québec (Canada) située dans la municipalité régionale de comté de Maskinongé et la région administrative de la Mauricie.

## Toponymie
Elle est nommée en l'honneur de Boniface de Mayence.

## Histoire
« Tout pour le bien, rien pour le mal », est la devise de Saint-Boniface. 
Profitant des besoins en bois engendrés par les opérations des Forges du Saint-Maurice (1730-1883), première industrie sidérurgique au Canada, plus de 200 personnes s'affairaient à couper une moyenne de 10 000 cordes de bois par année dans les alentours. L'élément déclencheur qui donnera éventuellement naissance à Saint-Boniface-de-Shawinigan fut sans aucun doute le blocus économique de Napoléon contre la Grande-Bretagne en 1805. Dès lors, la colonie canadienne s'activa à vendre ses plus beaux pins à la Métropole pour les besoins de la construction navale.
Grâce à l'exploitation forestière, l'agriculture connut un essor car le défrichement de la terre était plus facile. C'est en 1850 que les premiers colons s'installèrent en permanence. D'ailleurs, Saint-Boniface possède encore aujourd'hui une maison construite par un des fondateurs de la municipalité. Son architecture est tout à fait différente des autres maisons qui ont été construites à la même époque. Bâtiment de 2 étages avec finition de pierre, cette maison illustre l'originalité, la créativité et la fierté des citoyens.
Au Québec, l'emplacement d'une église dans une communauté est très révélatrice, car c'est autour de celle-ci que prenait forme le village. À Saint-Boniface, l'église s'est érigée sur un site prépondérant, en plein cœur de la collectivité. Construite en pierre, elle exprime l'importance qu'elle représentait pour les citoyens et le rôle de premier plan dans le développement économique et social de la communauté.
La fierté et la qualité de vie des résidents se manifestent par l'entremise du Jardin de la Paix situé près de l'église. Gagnant de plusieurs prix régionaux et mention d'honneur au niveau national, cette oasis de paix est entièrement entretenue par des bénévoles. Nous pouvons y voir des centaines de vivaces, arbres, arbustes et conifères. De plus, un nouveau centre d'interprétation Marial, une primeur en Amérique, est à même le presbytère. Il nous expose la vie de Marie à travers plusieurs objets du XVIIIe siècle. Ouvert de mai à octobre, de 13 heures à 16 heures et de 19 heures à 21 heures.

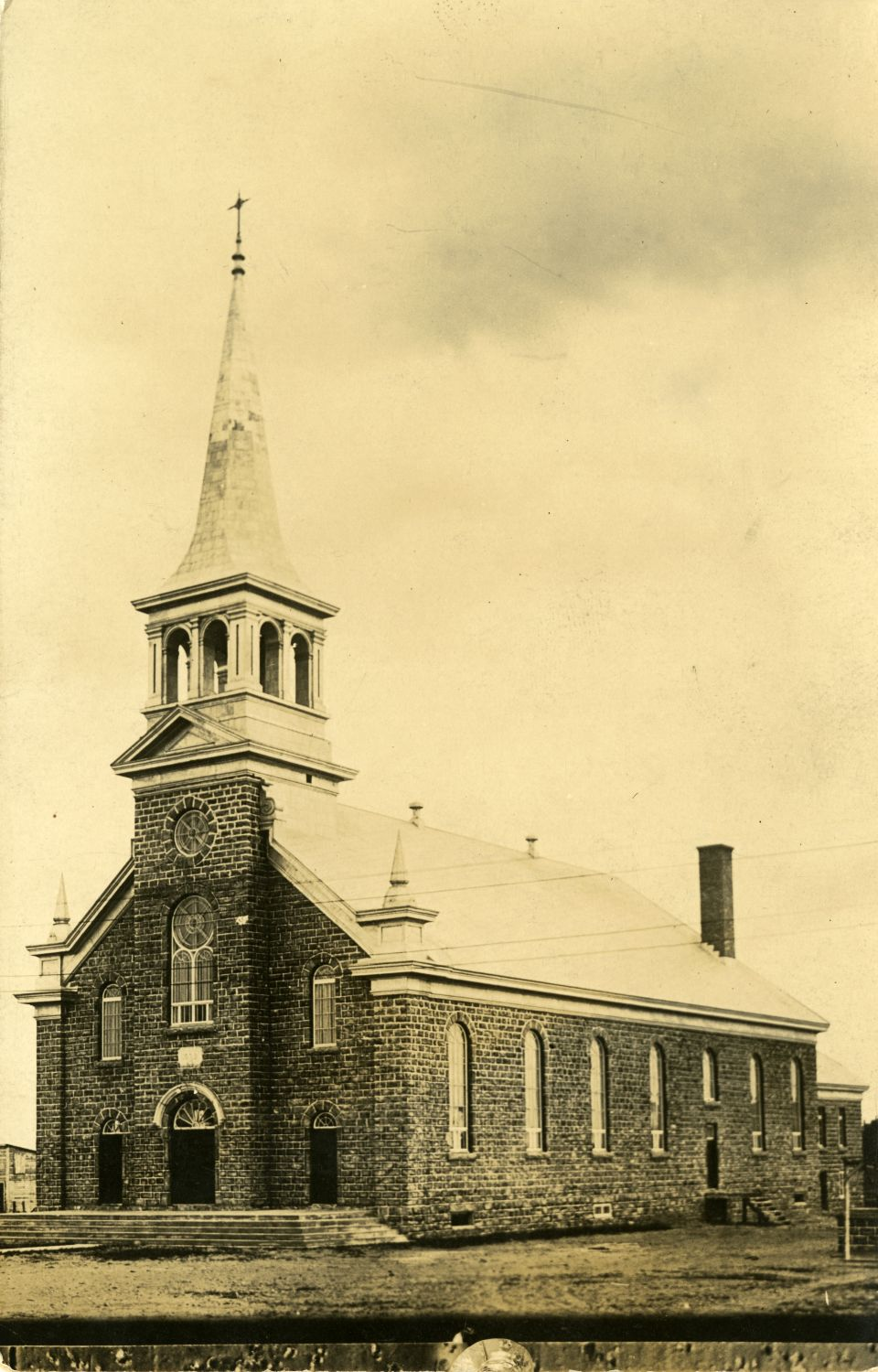
Église Saint-Boniface vers 1915.
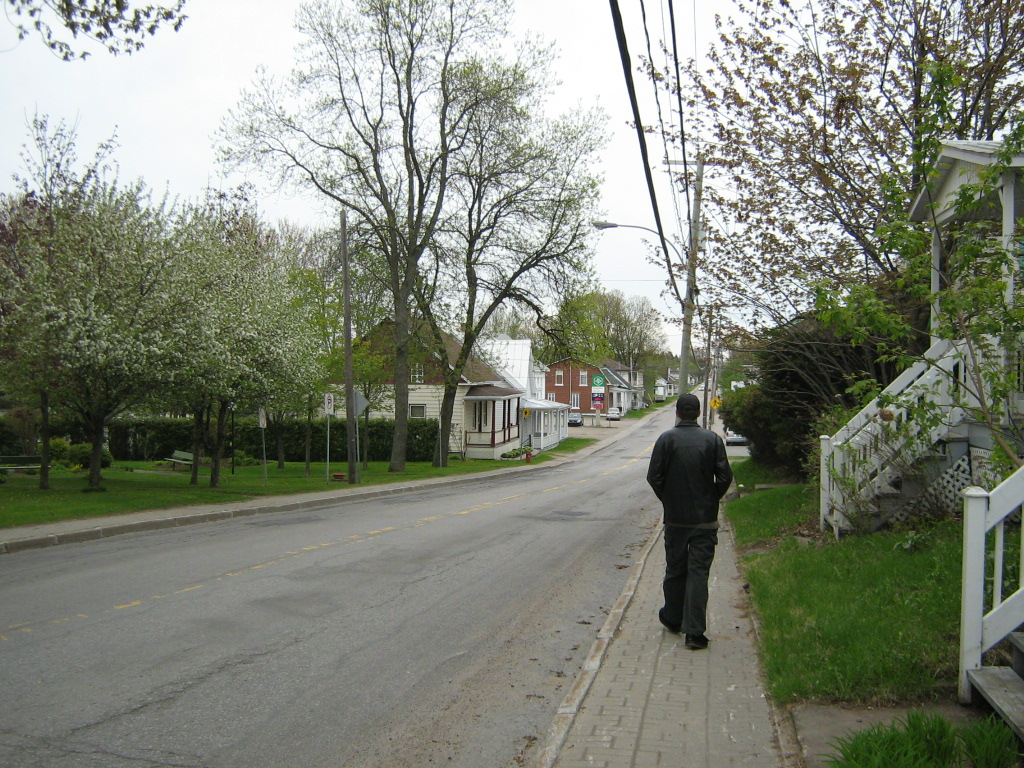
Rue Principale.

### Chronologie municipale
- 1 er juillet 1855: Création de la municipalité du canton de Shawénégan lors du premier découpage municipal du Québec.
- 1918: La municipalité de village de Saint-Boniface-de-Shawinigan se détache de Shawénégan.
- 1956: Le canton de Shawénégan devient la municipalité de paroisse de Saint-Boniface-de-Shawinigan.
- 1er janvier 1961: Fusion entre la paroisse et le village de Saint-Boniface-de-Shawinigan qui prennent le nom de municipalité de village de Saint-Boniface-de-Shawinigan.
- 5 avril 2003: Saint-Boniface-de-Shawinigan change son nom pour municipalité de Saint-Boniface.

### Héraldique
| Omnia ad bonum, nihil ad malum |
| ------------------------------ |

| L'écu de Saint-Boniface se blasonne ainsi : D'argent au chevron de gueules accompagné en chef de deux croix alésées tréflées du même, et en pointe d'un chêne de sinople, fruité d'or. |

### Signification des armoiries
Argent: Le fond des armoiries de Saint-Boniface est d'argent pour rappeler la pureté des mœurs des ancêtres, leur dévouement et leur amour du travail. L'argent représente aussi les chutes de Shawinigan.
Le chevron: Emprunt aux armes familiales de Mgr Thomas Cooke, premier évêque de Trois-Rivières.
Les deux croix alésées tréflées au-dessus du chevron: Croix généralement connues comme Croix Saint-Maurice, elles indiquent que la municipalité est située dans le comté de Saint-Maurice.
Chêne: Symbolise la générosité et la détermination des pionniers de la municipalité. Le chêne symbolise aussi le saint patron des lieux, Saint-Boniface, apôtre de la Germanie.

## Géographie
La municipalité, située sur les contreforts du Bouclier canadien, surplombe la vallée du Saint-Laurent. 

## Hydrographie
À partir du lac Martel rivière Bernier coule vers le sud-est jusqu'à sa confluence avec la rivière Saint-Maurice qui délimite l'est de la municipalité du nord au sud.
À partir de son crénon la rivière Blanche coule jusqu'à sa confluence avec la rivière Bernier près du chemin Bellevue.
La rivière Yamachiche traverse la pointe sud de la municipalité vers le sud-est.
La rivière Machiche, un affluent de la rivière Yamachiche, traverse la municipalité du nord vers le sud.
À partir du lac des Îles la rivière du Lac des Îles coule jusqu'à sa confluence avec la rivière Machiche dans le sud-ouest de la municipalité.
À partir du lac à Manuel la rivière du Sept coule vers le sud jusqu'à sa confluence ave la rivière Machiche dans Saint-Étienne-des-Grès.

## Démographie

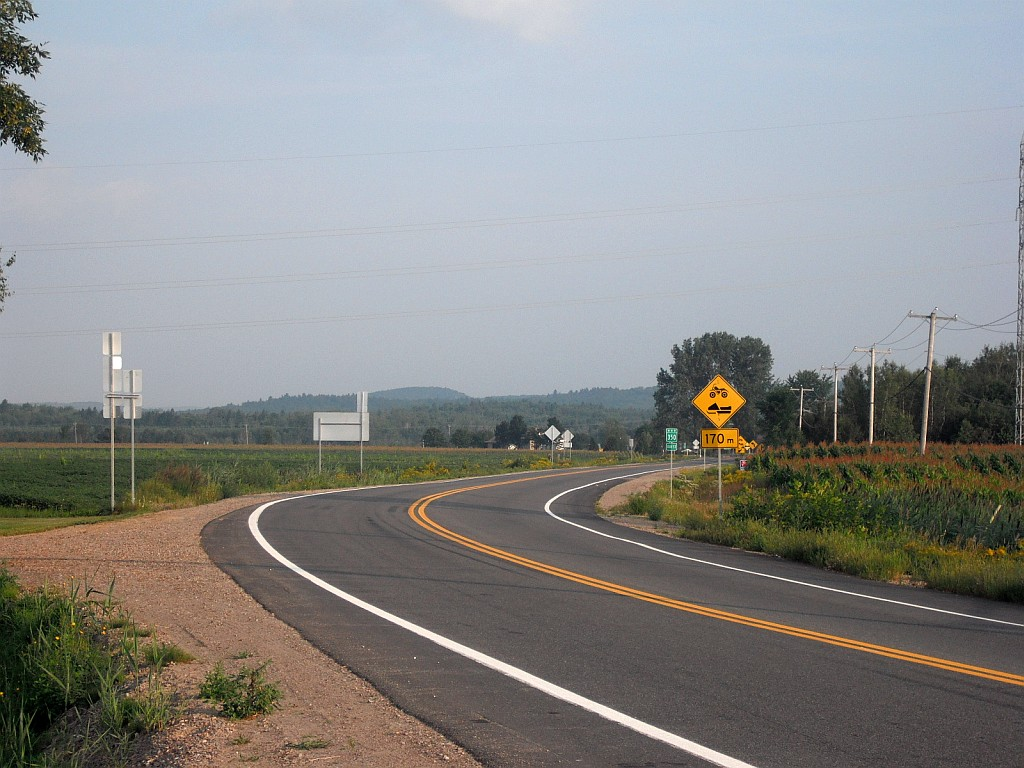
Route 350 à Saint-Boniface.

| 1976  | 1981  | 1986  | 1991  | 1996  |
| ----- | ----- | ----- | ----- | ----- |
| 2 680 | 3 164 | 3 294 | 3 813 | 3 998 |

| 2001  | 2006  | 2011  | 2016  | 2021  |
| ----- | ----- | ----- | ----- | ----- |
| 3 998 | 4 180 | 4 429 | 4 832 | 5 156 |

## Administration
Les élections municipales se font en bloc pour le maire et les six conseillers.
| Saint-Boniface Maires depuis 2005                                                                                    |                    |         |          |
| Élection | Maire              | Qualité | Résultat |
| 2005 | Gilles Bellemare   |         | Voir     |
| 2009 | Claude Caron       |         | Voir     |
| 2013 | Claude Caron       | Voir    |          |
| 2017 | Pierre Desaulniers |         | Voir     |
| 2021 | Pierre Desaulniers | Voir    |          |
| Élection partielle en italique Depuis 2005, les élections sont simultanées dans toutes les municipalités québécoises |                    |         |          |

## Personnalités nées à Saint-Boniface
- Jean-François Bastien (1978-), auteur-compositeur-interprète, animateur radio
- Aline Chrétien (1936-2020), ex-première dame du Canada
- Serge Corbin (1956-), athlète canoéiste
- Éveline Gélinas (1974-), comédienne
- Luc Gélinas (1965-), chroniqueur sportif à RDS
- Marcel Jobin (1942-), marcheur olympique